# Abraham Langlet
Nils Abraham Langlet (Södertälje, 9 de julho de 1868 – Gotemburgo, 30 de março de 1936) foi um químico sueco.
De 1886 a 1896, estudou química com Per Teodor Cleve na Universidade de Uppsala, onde obteve o doutorado em  1896.
Em 1895, ao trabalhar com Cleve em Uppsala, conseguiu isolar o elemento químico hélio (no mesmo ano em que também foi isolado por William Ramsay) no mineral cleveita. Langlet foi o primeiro a determinar com grande precisão a massa atômica deste elemento. Morreu em Gotemburgo, em 1936.